# Al-Duhail SC
Al-Duhail SC (arabisk:  نادي الدحيل الرياضي), tidligere Lekhwiya SC er en Qatariansk sportsklub, bedst kendt for sit fodboldhold, som spiller i Qatar Stars League. Klubben er baseret i byen Doha og spiller sine hjemmekampe på Abdullah bin Khalifa Stadium.
Den tidligere danske fodboldspiller Michael Laudrup har tidligere været Lekhwiyas cheftræner. Karim Zaza har været målmandstræner i klubben fra 2014 - 2015.
| Fodbold | Spire Denne artikel om en fodboldklub er en spire som bør udbygges. Du er velkommen til at hjælpe Wikipedia ved at udvide den. |